# Покрајина Касерес
Покрајина Касерес (шп. Provincia de Cáceres) је покрајина Шпаније у аутономној заједници Екстремадура. Главни град је Касерес.